# 超最先端エンタメ情報番組 TOKYOブレイクする〜!
『超最先端エンタメ情報番組TOKYOブレイクする〜!』（ちょうさいせんたんエンタメじょうほうばんぐみ トーキョーブレイクするー）は、日本BS放送（BS11）のテレビ番組。

## 放送時間
- 本放送
  - 毎週木曜（金曜未明）24:30 - 24:59（2008年7月3日 - 12月25日）
- 再放送
  - 毎週土曜16:30 - 17:00（2008年7月5日 - 8月23日）本放送から2日遅れ
  - 毎週土曜14:30 - 15:00（2008年8月30日 - 12月27日）本放送から2日遅れ

## 概要
- 今後ブレイクが期待されるアーティストやクリエイターを、どこよりも早く紹介するエンタメ情報番組。
- 番組の構成は倉本美津留。
- ゲストは週替わりで登場。

## キャスト
- MC：ダルミィ
恐らく世界初であるダルマのタレント。見かけは可愛いが、その可愛さとはかけ離れたキツめの関西弁を話す（ボイスチェンジャーで声質を変えている）。ダルマなので手足はなく、番組内では常にテレビの回転台に乗せられている。
- この他、週替わりの女性アシスタントが登場する。

## 放送

### 2008年
- 7月03日　第01回　Chim↑Pom（アーティスト）/いくも（ミュージシャン）
- 7月10日　第02回　SOTA（バカCGアーティスト）/イクイプメン（笑いの創作ユニット）
- 7月17日　第03回　臼井良平（アーティスト）/鬼ヶ島（お笑い）
- 7月24日　第04回　YANEKA（ミュージシャン）/猪子寿之（チームラボ代表）
- 7月31日　第05回　小浜正寛（パフォーマー）/大橋裕之（漫画家）
- 8月07日　第06回　押忍!手芸部（手芸）/Vinyl Soul（ミュージシャン）
- 8月14日　第07回　渡辺おさむ（フェイククリームアーティスト）/根田あつひろ（俳優）
- 8月21日　第08回　善竹富太郎（大蔵流狂言師）/佐藤修悦（警備員）
- 8月28日　第09回　すがぽん（マイムエンターテイナー）/林建一（メディア技術研究者）
- 9月04日　第10回　木下半太（作家・ニコルソンズ座長）/Yoonji（ミュージシャン）
- 9月11日　第11回　近藤良平（コンドルズ）/AC部（CGアーティスト）
- 9月18日　第12回　渡辺万美（グラビアアイドル）/小山宙哉（漫画家）
- 9月25日　第13回　淀川テクニック（アーティスト）/スピングルムーブ（靴職人）
- 10月2日　第14回　BIANCA（ミュージシャン）/竹岡葉月（ライトノベル作家）
- 10月9日　第15回　洸平（ミュージシャン）/総集編
- 10月16日 第16回　美津留（ミュージシャン）/総集編
- 10月23日 第17回　陽佳（グラビアアイドル・孫ドル）/鉄割アルバトロスケット（劇団）
- 10月30日 第18回　東西南北（お笑い）/vistlip（ビジュアル系バンド）
- 11月06日 第19回　高見健人（俳優）/イクイプメン（笑いの創作ユニット）
- 11月13日 第20回　ニシハラ★ノリオ（かぶりものアーティスト）/古屋蔵人（編集者）
- 11月20日 第21回　ウクレレえいじ（漫談）/ジョンジョリーナ・アリー（歌手）
- 11月27日 第22回　大図まこと（クロスステッチデザイナー）/今日マチ子（漫画家・イラストレーター）
- 12月4日　第23回　第8回リピート
- 12月11日 第24回　第16回リピート
- 12月18日 第25回　やまもとまさみ（お笑い芸人）/栗原森元（アーティスト）
- 12月25日 第26回　タニノクロウ（庭劇団ペニノ主宰・精神科医）/大畑伸太郎（アーティスト）/赤い疑惑（ミュージシャン）

## スタッフ
- 制作統括：平川勇一、菅原仁
- プロデューサー：筑後奈保美、山岡信貴、櫻井雄一
- アシスタントプロデューサー：梅野真未
- ディレクター：辻章悟、鈴木克彰
- 構成：倉本美津留、松丸進
- 技術：岡賢治
- 音響効果：遠藤治朗
- EED：平田孝聡
- MIX：稲葉喜大
- ヘアメイク：福田裕子
- 美術：本田邦宏
- ナレーター：コハ・ラ・スマート
- 制作協力：ソケット
- 協力：ninpop、パンダグラフ、RAMECA RAMECA、フジアール、CRAZY TV、サウンドエフェクト
- 製作著作：JDC信託株式会社